# 毛沢東図書館
毛沢東図書館（もうたくとうとしょかん）とは、中華人民共和国湖南省湘潭市韶山市清渓鎮にある公立図書館。韶山出身の毛沢東にちなみ命名された。毛沢東図書館の蔵書は全部で50万冊で、主に図書、書道作品、絵画、ビデオディスクが収蔵されている。

## 沿革
- 1986年、毛沢東図書館建設が開始された。

- 1993年12月6日、毛沢東図書館が正式に発足した。

- 1995年に毛沢東図書館が完成した。

- 1996年12月20日、毛沢東図書館は対外開放を宣言し旅行客や市民の利用・閲覧が出来るようになった。

## 周辺の主な施設・店舗
- 毛沢東故居
- 韶山毛沢東同志紀念館